# Keelonga

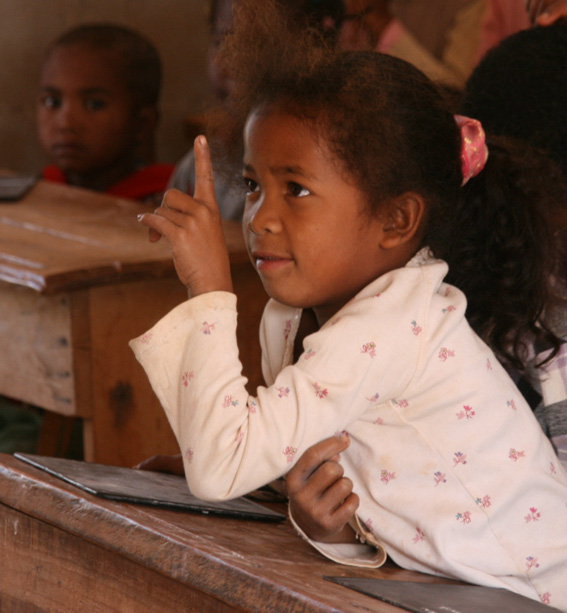
Studentessa di una scuola elementare di Soamanandray a conoscenza della risposta ad una domanda nell'ora di francese!

 Keelonga è un'iniziativa pedagogica partita da Leila e Karim Pirbay nel 2007 in Madagascar. "Kilonga" significa bambino in malgascio, lingua ufficiale del Madagascar.
L'obiettivo di Keelonga è di rendere la scuola primaria alla portata di ogni bambino delle aree rurali del Madagascar.
A tal fine, Keelonga identifica e seleziona le scuole pubbliche elementari di tutte nelle suddette zone rurali le cui infrastrutture necessitano palesemente di ristrutturazione e manutenzione e/o con un insufficiente numero di insegnanti. A seguito di un confronto con l'amministratore della scuola, con gli studenti e con le loro famiglie, viene stilato un piano d'azione.
Keelonga opera correntemente nelle aree rurali attorno ad Antananarivo, la capitale del Madagascar ed ha già eseguito importanti interventi in numerose scuole. Sono stati impiantati dei pozzi lì dove mancavano per fornire acqua potabile ed educare i bambini all'igiene.
Keelonga provvede inoltre a rendere sufficiente il numero di insegnanti nelle scuole in cui questi scarseggiano, avendo stabilito un rapporto minimo studenti/insegnanti di 50 a 1.
Le azioni per il futuro includono anche pozzi, riparazioni strutturali e lavori di manutenzione; è inoltre prevista l'introduzione di alcuni corsi ad oggi non disponibili come quelli di informatica.